# Grands noms de l'art verrier et leurs œuvres
 (octobre 2008).
 (octobre 2008).
Si vous disposez d'ouvrages ou d'articles de référence ou si vous connaissez des sites web de qualité traitant du thème abordé ici, merci de compléter l'article en donnant les références utiles à sa vérifiabilité et en les liant à la section « Notes et références ».
Parmi les grands noms de l'art verrier à différentes époques, on peut citer les noms suivants.

## Verreries françaises anciennes
Les verreries anciennes sont en général désignées par leur lieu de production. Par exemple Bayel désigne la cristallerie royale de Champagne située à Bayel.
- Aniche (Nord), Verrerie coopérative ouvrière d'Aniche (1901), Verrerie Hayez (1873)
- Verreries d'Anor (1623, Nord)
- Arles (Bouches-du-Rhône), Verrerie de Trinquetaille (1782)
- Auberchicourt (Nord), Verreries Caton (1860c)
- Baccarat (1764, Vosges)
- Bayel (1666, Aube)
- Bézu-la-Forêt (1331, verre plat)
- Verrerie de Bruay (1828, Nord-Pas de Calais)
- Verreries Caton (1860) à Auberchicourt (Nord)
- Couloubrines (1660 ?, restaurée en 1989), Ferrières-les-Verreries (Hérault)
- Camps-sur-Agly (Limousin)
- Cristal d'Arques (1968)
- Daum (1878)
- Verreries de Dunkerque (1732, Nord)
- Font Alzène (Hautes Corbières)
- Verreries de Fourmies (1599, Nord)
- Fourtou (1550c, Hautes Corbières)
- Gaja la Selve (1476, Aude)
- Goetzenbruck (1721, Moselle)
- Les Islettes (1870)
- Lalique (1888, Moselle)
- Verrerie de Lettenbach (1756, Moselle)
- Verrerie de Masnières (1818, Nord)
- Meisenthal (1702, Moselle)
- Moussans, Verreries-de-Moussans (1693 ?)
- Verrerie de Passavant-la-Rochère (1475, Haute-Saône)
- Rieunette (?)
- Verreries de Rive-de-Gier (1780, Loire)
- Verrerie de Rouen (1598)
- Verrerie de Saint-Just (1826, Loire)
- Saint-Louis-et-Parahou (Aude)
- Saint-Louis-lès-Bitche (1586, Moselle)
- Saint-Martin-au-Laërt (1823, Pas-de-Calais), Verreries Carpentier-Mancel
- Manufactures de glaces et verres de Saint-Quirin, Cirey et Monthermé (1749, Ardennes)
- Verrerie de Sambreton (1825, Nord)
- Verrerie de Soucht (1629-1700, Moselle)
- Sougraigne - le Bourasset (? 1550, Aude)
- Verrerie de Souvigny (1750 ?, Allier)
- Val-Saint-Lambert (1826)
- Verrerie-cristallerie de Vannes-le-Châtel à Allamps (Meurthe-et-Moselle)
- Vonêche, Cristallerie de Vonêche (1778)
- Verrerie du Hochberg (1715), à Wingen-sur-Moder (Bas-Rhin)

- Verrerie en Nord-Pas-de-Calais-Picardie

## Verriers duXIXesiècle
Dans la deuxième moitié du XIXe siècle, grâce à leurs innovations techniques et artistiques, quelques verriers se font un nom : 
- Henri Cros (1840-1907, France), Pâte de verre
- Georges Despret (1862-1952, Belgique)
- Mary Gregory (1856-1908, États-Unis)

## Verriers de la fin duXIXesiècleet du début duXXesiècle
Le phénomène se généralise à la fin du XIXe siècle où beaucoup d'œuvres sont signées, en particulier dans l'entourage de l'École de Nancy :
- René Lalique (1860-1945)
- Édouard Teutsch (1832-1908)
- Stenger (?, Jean-Adam Stenger (1618-1672) ou (1694-1737) (Rosteig, Bas-Rhin)
- Gabriel Argy-Rousseau (1885-1953)
- Édouard Cazaux (1889-1974) (Degué)
- Georges Chevalier (1894-1987), Baccarat
- Aristide Colotte (1885-1959)
- Antonin (1865-1930) et Auguste Daum (1853-1909)
- François Décorchemont (1880-1971)
- André Delatte (1887-1953)
- Georges Despret (1862-1952)
- Georges Dumoulin (1882-1959)
- Émile Gallé (1846-1904)
- David Guéron (1892-1950) (Degué)
- Léon Houdaille (1870-1932)[1]
- André Hunebelle (1896-1985)
- Alfred J. Landier
- François Théodore Legras (1839-1916)
- Maurice Marinot (1882-1960)
- Éloi Monod (1918-2007) Verrerie de Biot
- Désiré et Eugène Muller (actifs de 1890 à 1936)
- Henri-Édouard Navarre (1885-1971)[2]
- Paul Nicolas (1875-1952)
- Marius-Ernest Sabino (1878-1961)[3]
- Bienvenu Sala (1869-1939)
- Jean Sala (1895-1976)
- Charles Schneider (1881-1953)
- Lucille Sévin (de) active de 1920 à 1940
- André Thuret (1898-1965)[4]
- Amalric Walter (1870-1959)

## Artistes contemporains
De nombreux artistes contemporains s'expriment dans le verre, beaucoup d'entre eux participent aux activités de l'université du verre de Sars-Poteries.
- Fernando Agostinho
- Aurélie Abadie + Sauques Samuel
- Jean-Marie Basset à Laguenne en Corrèze
- Georges Bassinot (1904-1977) à Nancy[5]
- Jacques Bassinot 1928, fils de Georges, à Nancy
- Yves Batrel 1946-2009
- Alain et Maryse Begou
- Pauline Bétin
- Jean-Marie Bizet ° 1953
- Paul Bony (1911-1982)
- Gilles Chabrier, °1959
- Yvon Chiampo °1945
- Muriel Chéné
- Jutta Cuny ° 1940 à Berlin
- Bernard Dejonghe °1942
- Michel Delcey (Lagrange) °1955
- Edmée Delsol
- Régis et Gisèle Fievet °1948-1951
- Jean-Luc Garcin
- Lise Gonthier
- Yves Jumeau ° 1955
- Olivier Juteau ° 1955,
- Louis Leloup (réputation mondiale, musée à son nom à Kyoto)
- Pascal Lemoine
- Antoine Leperlier ° 1953, petit-fils de François Décorchemont
- Étienne Leperlier (1952-2014), petit-fils de François Décorchemont
- Juliette Leperlier, arrière-petite-fille de François Décorchemont
- Joël Linard (1954-2003), fils du céramiste Jean Linard
- Jean Lucas ° 1954
- Marcoville °1939
- Olivier Mallemouche °1964
- Raymond Martinez °1944
- Claude Monod (1944-1990), fils d'Éloi Monod
- Isabelle Monod (1945-2024), épouse de Claude et fille du céramiste suisse Claude Ferrière
- Véronique Monod °1954, fille d'Éloi Monod
- Catherine Montouchet-Zoritchak, ° 1947
- Claude Morin (1932-2021) à Dieulefit
- Cyrille Morin
- Matei Negreanu (°1941)
- Jean-Claude Novaro (1943-2014), ancien de la Verrerie de Biot
- Jean-Claude Ourdouillie °1949
- Fabienne Picaud ° 1959
- Robert Pierini 1950
- Antoine Pierini 1980
- Jean-Paul Raymond ° 1948
- Danielle Froudiere 1961
- Ginny Ruffner ° 1952
- Erich Schamschula ° 1925-2004 (né à Prague en Tchécoslovaquie)
- Bernard Tirtiau
- Philippe Tisserand
- Yves Trucchi
- Jean-Pierre Umbdenstock (1950-2011) à Paris
- Jane-Sylvie Van den Bosch ° 1965, Ciney, Belgique
- Jean-Paul van Lith °1940
- Gérald Vatrin °1971
- François Vigorie ° 1953
- Yan Zoritchak ° 1944 en Tchécoslovaquie
- Czeslaw Zuber ° 1948 en Pologne

## Groupes industriels
Quelques groupes industriels : 
- Jeumont
- AGC flat glass Europe
- Glaces de Boussois-59 créées en 1898 (qui ont repris Jeumont et Recquignies en 1908), devenues après plusieurs changements AGC flat Glass Europe - Usine de Boussois
- Cristal d'Arques
- Baccarat
- Saint-Gobain, deuxième groupe industriel dans l'industrie du verre au niveau mondial
- Art & Fragrance (avec Lalique)